# Коритники
Коритники (пол. Korytniki) — розташоване на Закерзонні село в Польщі, у гміні Красичин Перемишльського повіту Підкарпатського воєводства.
Населення — 652 особи (2011).

## Географія
Село розташоване на відстані 3 кілометри на північний захід від центру гміни села Красичина, 9 кілометрів на захід від центру повіту міста Перемишля і 54 кілометрів на південний схід від центру воєводства — міста Ряшіва.

## Історія
Село згадується в документі 1397 р.
За королівською люстрацією 1589 р. село входило до складу Перемишльської землі Руського воєводства, село було у власності шляхтичів Красіцьких.
У 1785 р. закінчено будівництво цісарського тракту з Дуклі до Перемишля, у Коритниках був заїзд для подорожніх із шинком, покоями для відпочинку і постоєм для возів.
У 1880 р. Коритники належали до Перемишльського повіту Королівства Галичини та Володимирії Австро-Угорської імперії, у селі було 661 житель і 86 на землях фільварку (більшість — греко-католики, за винятком 100 римо-католиків).
У 1939 році в селі проживало 1130 мешканців, з них 790 українців-грекокатоликів, 270 українців-римокатоликів, 40 поляків, 30 євреїв. Село входило до ґміни Кіньківці Перемишльського повіту Львівського воєводства.
В липні 1944 року радянські війська оволоділи. Радянські окупанти насильно мобілізували чоловіків у Червону армію. За Люблінською угодою від 9 вересня 1944 року село опинилося в Польщі. Польським військом і бандами цивільних поляків почались пограбування і вбивства, у 1945 р. банда польських шовіністів (командир — Роман Кісєль «Семп») вбила в селі щонайменше 53 українців. Українців у 1945 р. добровільно-примусово виселяли в СРСР. Решту українців у 1947 р. під етнічну чистку під час проведення Операції «Вісла» було виселено на понімецькі землі у західній та північній частині польської держави. В село заселено поляків.
У 1975-1998 роках село належало до Перемишльського воєводства.

## Церква
Вперше церква в селі документується в 1504 р.
У 1886 р. на місці попередньої дерев’яної українці збудували муровану греко-католицьку церкву св. Вмч. Димитрія. До їх депортації була парафіяльною церквою, яка належала до Перемиського деканату Перемишльської єпархії, надалі перетворена на костел.

## Демографія
Демографічна структура станом на 31 березня 2011 року:
|          | Загалом | Допрацездатний вік | Працездатний вік | Постпрацездатний вік |
| -------- | ------- | ------------------ | ---------------- | -------------------- |
| Чоловіки | 338     | 94                 | 215              | 29                   |
| Жінки    | 314     | 74                 | 201              | 39                   |
| Разом    | 652     | 168                | 416              | 68                   |